# Högadals IS
Högadal Idrætselskab/Idrottsällskap (HIS) er en svensk fodboldklub i Karlshamn (oprindeligt blekingsk-danske stednavn Bokuld ), der i dag (2022) spiller i Division 5 Blekinge.
Klubben blev stiftet den 21. marts 1921. Högadal blev den første klub fra Blekinge, der spillede i den bedste svenske række, Allsvenskan, da de deltog i rækken i 1962. De sluttede sidst i Allsvenskan og rykkede ud med ni point, og har ikke siden spillet i Allsvenskan. De er sammen med Mjällby de eneste klubber fra Bleking, der har spillet i Allsvenskan.
Holdet spiller i klaretfarvede (burgunderfarvede) trøjer.

## Kendte spillere
- Erton Fejzullahu
- Andreas Blomqvist